# ماري نويل
ماري نويل (بالفرنسية: Marie Noël)‏ هي كاتِبة وشاعرة فرنسية، ولدت في 16 فبراير 1883 في أوكسار في فرنسا، وتوفي بنفس المكان في 23 ديسمبر 1967.

## وصلات خارجية
- ماري نويل على موقع ميوزك برينز (الإنجليزية)